# 호 (단위)
호는 길이의 단위이다. 1호는 1리(釐)의 10분의 1로 약 0.303미터에 해당한다.